# مارك أوسوليفان
مارك أوسوليفان (بالإنجليزية: Mark O'Sullivan)‏ (1 فبراير 1983 في جمهورية أيرلندا - ) هو لاعب كرة قدم أيرلندي في مركز الهجوم.

## وصلات خارجية
- مارك أوسوليفان على موقع قاعدة بيانات كرة القدم.إي يو (الإنجليزية)
- مارك أوسوليفان على موقع Soccerbase.com (لاعب) (الإنجليزية)